# 大理百合
大理百合（学名：Lilium taliense），为百合科百合属下的一个种。产云南和四川。生山坡草地或林中。海拔2600-3600米。

## 扩展阅读
維基物種上的相關：大理百合